# El Monte (Cile)
El Monte è un comune del Cile della provincia di Talagante. Si trova nella Regione Metropolitana di Santiago. Al censimento del 2002 possedeva una popolazione di 26.459 abitanti.

## Società

### Evoluzione demografica
| Censimento del 1992 | Censimento del 2002 |
| 21.882 ab.          | 26.459 ab.          |